# Unschuldig verfolgt
Unschuldig verfolgt ist ein Filmdrama von Scott Elliott aus dem Jahr 1999. Es ist eine Verfilmung des Romans „A Map of the World“ von Jane Hamilton aus dem Jahr 1994.

## Handlung
Alice Goodwin, eine Kinderkrankenschwester, ihr Ehemann und ihre Töchter ziehen in eine Kleinstadt in Wisconsin auf einen Bauernhof. Sie freundet sich mit Theresa Collins an, die zu ihr nach einiger Zeit ein starkes Vertrauen besitzt. Deshalb lässt sie ihre zwei Kinder bei Alice. An einem Tag ertrinkt die ältere Tochter Lizzy im hauseigenen Teich bei einem Unfall, sie wurde unbeaufsichtigt gelassen. Deshalb macht sich Alice große Vorwürfe und das Verhältnis zu Theresa entfremdet sich.
Carole Mackessy zeigt Alice wenig später bei der Polizei an, weil sie angeblich ihren Sohn – während sie ihn in der Schule untersucht hatte – sexuell missbraucht haben soll. Die ganze Gemeinde steht hinter ihr, weil alle die ehemalige Großstädterin ablehnen. Daher melden sich auch andere angeblich vergewaltigte Kinder. So wird Alice verhaftet und sie kommt in Untersuchungshaft. Dort wird die „alte [weiße] Tussie“ (Zitat) von den farbigen Mithäftlingen regelrecht gemobbt.
Währenddessen muss sich Alices Mann Howard Goodwin um die zwei Kinder kümmern, was ihm nicht leicht fällt. Er baut eine Beziehung zu Theresa auf, was für die Kinder vorteilhaft ist, weil sie wieder eine weibliche Bezugsperson bekommen, denn zu ihrer Mutter haben sie während der Gefängniszeit keinen direkten Kontakt. An einem Abend kommen sich Howard und Theresa näher – es kommt zu einem Kuss. Später verkauft Howard den Bauernhof und bekommt so das Geld für die Kaution, woraufhin Alice zu Howard zurückkehrt.
Im Laufe des Prozesses wird jedoch klar, dass Alice keine Vergewaltigungen begangen hat, sondern die Behauptungen bloß Lügen sind. Alle Kläger bis auf Carole ziehen ihre Klagen zurück. Im weiteren Verlauf wird festgestellt, dass das Kind von Mackessy ebenfalls die Geschichte nur erfunden hat. Daher wird Alice freigesprochen. Sie zieht zurück in die Großstadt und freundet sich mit ihrem neuen, alten Leben an.

## Kritiken
Peter Stack lobte in der San Francisco Chronicle (28. Januar 2000) das Spiel von Sigourney Weaver und die Charaktere.

## Auszeichnungen
- 1999: National Board of Review Award als Bester Independentfilm und für Julianne Moore
- 1999: Nominierung für den Golden Seashell des San Sebastián International Film Festivals für Scott Elliott
- 2000: Nominierung für den Golden Globe Award für Sigourney Weaver
- 2000: Nominierungen für den Golden Satellite Award für Sigourney Weaver, Peter Hedges und Polly Platt
- 2000: Nominierung für den Golden Pyramid des Cairo International Film Festivals für Scott Elliott